# Waleri Wladimirowitsch Kobelew
Waleri Wladimirowitsch Kobelew (russisch Валерий Владимирович Кобелев, englisch Valery Kobelev, wiss. Transliteration Valerij Vladimirovič Kobelev; * 4. März 1973 in Kaluga, Sowjetunion) ist ein ehemaliger russischer Skispringer und Nordischer Kombinierer.

## Werdegang
Sein internationales Debüt gab Kobelew bei den Olympischen Winterspielen 1994 in Lillehammer in der Nordischen Kombination. Im Teamwettbewerb erreichte er mit der russischen Mannschaft den 12. Platz. Im Einzelwettbewerb kam er nicht über den 48. Platz hinaus. Nach den Spielen konzentrierte er sich auf seine stärkere Disziplin, das Skispringen. Sein Debüt im Skisprung-Weltcup gab er 1995. Am 30. November 1997 sprang er in Lillehammer erstmals unter die besten zehn und wurde am Ende Neunter. Bei den Olympischen Winterspielen 1998 in Nagano sprang Kobelew von der Normalschanze auf den 58. Platz. Von der Großschanze erreichte er Platz 35. Mit der Mannschaft belegte er in der Teamwertung am Ende den neunten Platz. Bei der Nordischen Skiweltmeisterschaft 1999 in Ramsau am Dachstein erreichte er Platz 36 von der Normalschanze und Platz 26 von der Großschanze. Kurze Zeit später stürzte er beim Skifliegen in Planica schwer, musste reanimiert und in künstlichen Tiefschlaf versetzt werden. Er kehrte jedoch nach monatelanger Rekonvaleszenz zurück in den Weltcup. In die Punkteränge sprang er jedoch erst wieder im November 2000 in Kuopio. Bei den Olympischen Winterspielen 2002 in Salt Lake City sprang er bei beiden Wettbewerben und erreichte dabei Platz 29 von der Normal- und Platz 17 von der Großschanze. Zuvor hatte er in Sapporo mit dem 5. Platz seine beste Einzelplatzierung im Weltcup erreicht. Bei der Nordischen Skiweltmeisterschaft 2003 in Val di Fiemme erreichte er Platz 33 von der Normalschanze und Platz 39 von der Großschanze.
Im März 2003 erklärte er seine Karriere als beendet, jedoch war er im Winter 2005/06 wieder im Continental Cup aktiv und nahm im Februar 2006 sogar nochmals an zwei Weltcup-Bewerben in Willingen teil. Seit Ende 2006 springt er nicht mehr international.

## Erfolge

### Schanzenrekorde
| Ort       | Land       | Weite               | aufgestellt am | Rekord bis     |
| --------- | ---------- | ------------------- | -------------- | -------------- |
| Innsbruck | Österreich | 130,5 m (HS: 130 m) | 3. Januar 2002 | 4. Januar 2002 |